# Estado Ruso

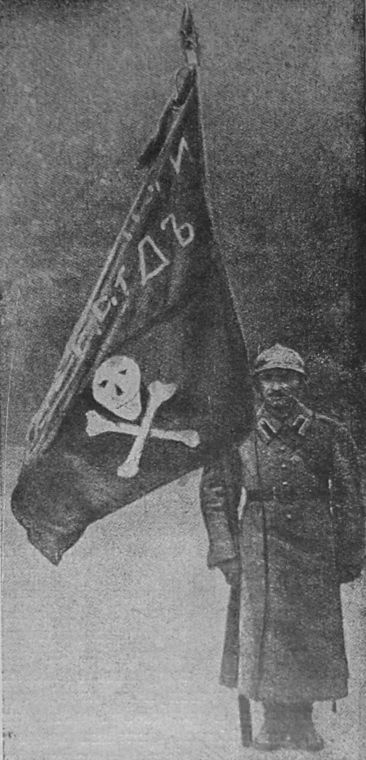
Soldado sosteniendo una bandera del ejército blanco.

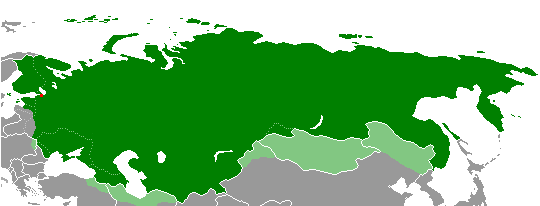
Mapa de Rusia (1918-1920).

El Estado Ruso fue un gobierno proclamado por el Acta de la Conferencia Estatal de Ufá, del 23 de septiembre de 1918 (la Constitución del Gobierno Provisional Panruso), sobre "la formación del poder supremo de toda Rusia" en nombre de la "restauración de la unidad estatal y la independencia de Rusia", afectada por los acontecimientos revolucionarios de 1917, el establecimiento del poder bolchevique y la firma del Tratado de Brest-Litovsk con Alemania.

## Acto de la Conferencia Estatal de Ufá
Las delegaciones del Comité de Miembros de la Asamblea Constituyente (Komuch), del Gobierno Provisional Siberiano, del Gobierno Regional Provisional de los Urales, de los gobiernos de las Tropas Cosacas, de los gobiernos de una serie de entidades nacionales-estatales, y de varios partidos políticos de toda Rusia que estaban presentes en la reunión, formaron el Gobierno Provisional Panruso (el llamado Directorio de Ufá), que fue encabezado por un destacado dirigente del Partido Social-Revolucionario ruso (PSR), Nikolái Avkséntiev. Se determinó que el Gobierno Provisional Panruso "hasta la convocatoria de la Asamblea Constituyente Panrusa, es el único portador del poder supremo en todo el espacio del Estado ruso". El acta preveía "la transferencia al Gobierno Provisional Panruso, tan pronto como lo requiera", de "todas las funciones del poder supremo". Así, se abolía la soberanía de las entidades regionales, que era sustituida por la "amplia autonomía de las regiones", cuyos límites dependían completamente de la "sabiduría del Gobierno Provisional de toda Rusia". 
El gobierno panruso fue encargado de ayudar a acelerar la convocatoria de la Asamblea Constituyente, y posteriormente someterse incondicionalmente a ella "como el único poder supremo del país". 
Los fundamentos de la estructura nacional-estatal de Rusia deberían haber procedido de principios federales: “la organización de la liberación de Rusia sobre la base del reconocimiento de sus áreas individuales de los derechos de amplia autonomía, debido a características geográficas, económicas y étnicas, sugiriendo el establecimiento definitivo de una organización federal sobre principios federales por parte de la Asamblea Constituyente en pleno; reconocimiento para las minorías nacionales que no ocupan un territorio separado, y los derechos a la autodefinición cultural-nacional. 
Con respecto al ejército ruso, la ley hablaba de la necesidad de "recrear un ejército ruso unificado, fuerte y listo para el combate, liberado de la influencia de los partidos políticos" y, al mismo tiempo, "la inadmisibilidad de organizaciones de militares y la eliminación de la política en el ejército". 

Las siguientes tareas fueron identificadas como urgentes para restaurar la unidad estatal y la independencia de Rusia: 

1. La lucha por la liberación de Rusia del poder soviético;
2. La reunificación de las regiones rechazadas, caídas y dispersas de Rusia;
3. El no reconocimiento de Brest-Litovsk y todos los demás tratados de carácter internacional, celebrados en nombre de Rusia y sus partes independizadas después de la Revolución de Febrero, por cualquier autoridad que no sea el Gobierno Provisional de Rusia, y la restauración de la fuerza real del tratado de relaciones con los poderes de acuerdo;
4. Continuación de la guerra contra las potencias centrales.

## Centralización de la gestión
El 9 de octubre de 1918, el Gobierno Provisional Panruso se trasladó de Ufá a Omsk en relación con el acercamiento del Ejército Rojo a la primera.
El 4 de noviembre, el Gobierno Provisional hizo un llamamiento a todos los gobiernos regionales con una solicitud para disolver inmediatamente "todos y sin excepción, los Gobiernos Regionales e Instituciones Representativas Regionales" y transferir todos los poderes para gestionar el Gobierno Panruso. El mismo día, sobre la base de los ministerios y las administraciones centrales del Gobierno Provisional de Siberia, se formó el órgano ejecutivo del Directorio: el Consejo de Ministros Panruso, encabezado por Piotr Vologodski. Tal centralización del poder estatal se debió a la necesidad, en primer lugar, de "recrear el poder de combate de la patria, tan necesario en la lucha por el resurgimiento de la Gran Rusia Unida", "de crear las condiciones necesarias para el abastecimiento del ejército", y "organizar la retaguardia a escala de toda Rusia".
Gracias a esto, fue posible lograr la abolición de todos los gobiernos regionales, nacionales y cosacos en el este de Rusia y así consolidar las fuerzas de resistencia antibolchevique.

## El golpe del 18 de noviembre
El 18 de noviembre de 1918, fueron detenidos los miembros del Directorio que se encontraban en Omsk, el Consejo de Ministros anunció la asunción del pleno poder supremo y luego decidió traspasarlo a una persona, otorgándole el título de Gobernante Supremo de Rusia (en ruso, Верховный правитель России o Verjovny pravítel Rossii). El almirante Aleksandr Kolchak fue elegido por votación secreta de los miembros del Consejo de Ministros para ocupar este puesto. Kolchak aceptó la oferta y anunció la creación del rango de Comandante Supremo. Se formó un nuevo gobierno ruso, que pasó a la historia como el gobierno de Omsk (o de Kolchak), que existió hasta el 4 de enero de 1920.
Todos los comandantes de los ejércitos blancos en el sur y oeste de Rusia, así como en Siberia y el Lejano Oriente reconocieron a Kolchak como Comandante y Gobernante Supremo. A fines de mayo-junio de 1919, los generales Antón Denikin, Yevgueni Miller, y Nikolái Yudénich se sometieron voluntariamente a Kolchak y reconocieron oficialmente su mando supremo sobre todos los ejércitos de Rusia. El Comandante Supremo, al mismo tiempo, confirmó los poderes de sus subordinados. Por orden del líder supremo, Miller y Yudénich recibieron el estatus de Gobernador general. 
A partir de este momento, las Fuerzas Armadas del Sur de Rusia, el Ejército del Noroeste, el Ejército del Norte y el Frente Oriental actuaron en los frentes de este ejército unido.
El nombre oficial de "ejército ruso" fue aprobado como la unificación de todos los frentes blancos; el Estado mayor de los comandantes del frente, formalmente del comandante en jefe, fue dado a los generales de los ejércitos del Norte y Noroeste, es decir, a Yudénich y Miller.
Aleksandr Kolchak continuó el curso económico y político del Gobierno Provisional de Siberia, cuyo antiguo jefe, Piotr Vologodski, que se convirtió para el Gobernante Supremo en un símbolo de la legitimidad de su gobierno, quedó como presidente del Consejo de Ministros. En las primeras declaraciones tras el “golpe del 18 de noviembre”, tanto el gobierno ruso como su propio líder supremo, los gobernantes blancos y los gobiernos de otras regiones rusas que reconocieron su autoridad, confirmaron la necesidad de convocar una Asamblea Nacional Constituyente que debía convertirse en un centro verdaderamente unificador, sin participación alguna de los "radicales revolucionarios". Para ello, se desarrolló una nueva ley electoral.

## Símbolos del Estado

### Himno
El 19 de noviembre de 1918, el Consejo de Ministros adoptó una resolución a sugerencia del ministro de Relaciones Exteriores, Yuri Klyúchnikov, para considerar el himno espiritual más antiguo del Imperio ruso ["Si nuestro Señor es glorioso en Sión", con letra de Mijaíl Jeráskov y música de Dmitri Bortnianski], para ser el himno nacional de Rusia. Las notas del himno repetían el orden del más moderno "¡Dios salve al zar! ". 

### Escudo de armas
Por iniciativa de la Sociedad de Artistas y Amantes de las Bellas Artes del Territorio de la Estepa, se llevaron a cabo concursos para crear un nuevo texto del himno nacional y un nuevo escudo estatal. Se anunció que, según los términos del concurso, el escudo estatal, “preservando la imagen del águila bicéfala, debería compilarse en formas más artísticas, en los fundamentos del antiguo estilo ruso, y debería corresponder a la moderna comprensión de decoratividad", y "en lugar de los emblemas eliminados de la era zarista (coronas, cetro y poderes), el escudo de armas debe decorarse con emblemas característicos de la nueva condición de Estado que revive". 
Durante el concurso se propusieron 210 versiones del texto del himno y 97 proyectos para el escudo del Estado. El aspirante a la victoria más probable fue considerado un proyecto creado por un artista de Kazán, Gleb Ilyín, que constaba de un águila bicéfala, sobre la cual se encontraba una cruz con el lema “¡En esto, conquista!”.  
Los escudos regionales del Imperio ruso se quitaron de las alas del águila, pero se conservaron las armas de Moscú con San Jorge. Las coronas también desaparecieron y el cetro fue reemplazado por una espada. Aunque ninguno de los proyectos presentados del escudo de armas fue finalmente aprobado por el jurado, el proyecto de Gleb Ilyín se encontraba a menudo en sellos de papelería o en las páginas de la prensa siberiana, y se utilizaba en billetes de banco. 

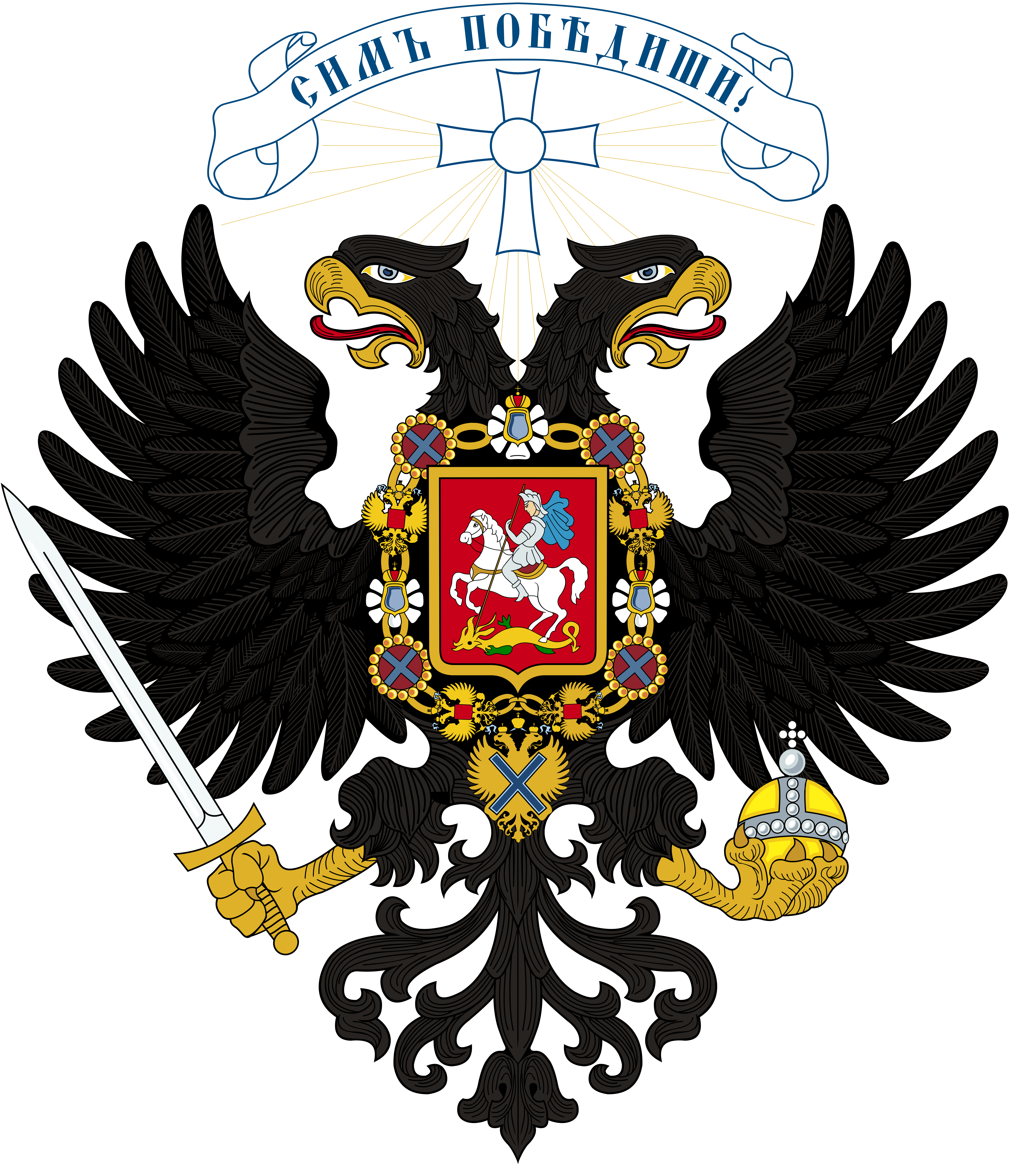
Escudo de armas, no oficial.

El 9 de mayo de 1919, un decreto del Consejo de Ministros aprobó que el simbolismo del líder supremo fuera una bandera y un banderín con un águila bicéfala, pero sin signos de autoridad “imperial”. 

### Premios estatales
Simultáneamente a la competencia por un nuevo himno y emblema, se llevó a cabo una competición para determinar nuevas Órdenes Estatales: “Renacimiento de Rusia” y “Liberación de Siberia”, pero sólo este último llegaría a ser aprobado por un jurado encabezado por el propio Gleb Ilyín. 
La principal razón de la falta de resultados en la competencia se consideró la “inoportunidad ideológica” de tales eventos. Como miembro del jurado, el escritor Serguéi Auslender, recordó: “El contenido principal de la abrumadora mayoría de los proyectos fue la idea de "Rusia en marcha" , que, por supuesto, no correspondía a la tarea establecida: crear el simbolismo soberano del Estado ruso actualizado. El jurado también expresó dudas sobre la falta de simbolismo monárquico en los proyectos presentados, lo que iba en contra del principio de "no negación" declarado por el gobierno blanco. 

## Estructura político-estatal
El Estado constaba de tres partes separadas. Sólo los gobiernos de Omsk y Arcángel, durante algún tiempo, pudieron conectar sus territorios; las leyes que se aprobaron en Omsk se volvieron vinculantes en todos los territorios del Estado ruso.
El gobierno de Omsk proporcionó asistencia financiera al sur. El gobierno del norte, de Miller, para abordar el problema de la falta de pan, hizo compras en Siberia. 
La estructura del gobierno constaba de órganos gubernamentales temporales; estas autoridades se limitaban a la duración del tiempo de guerra y al restablecimiento del orden completo en el país.

### Gobierno
El Gobernante Supremo era el único Jefe de Estado, con plenos poderes legislativos, ejecutivos y judiciales supremos. Según lo definía el cargo, también era el comandante supremo de todas las fuerzas armadas terrestres y marítimas de Rusia. La única persona que ocupaba este puesto era el almirante Aleksandr Kolchak. 
El 4 de enero de 1920, firmó su último decreto, en el que anunciaba su intención de transferir los poderes del "Poder Supremo de toda Rusia" a Antón Denikin. A la espera de recibir instrucciones de éste, se entregó al teniente general Grigori Semiónov "toda la autoridad militar y civil en toda la franja oriental rusa". 
El Consejo de Ministros era la máxima autoridad legislativa y ejecutiva del Estado ruso, garante del poder supremo del Jefe de Estado.
Composición:
- Presidente del Consejo de Ministros;
- Ministro del Interior;
- Ministro de Guerra;
- Secretario Extranjero;
- Ministro de Colonización y Agricultura;
- Ministro marítimo;
- Ministro de Educación;
- Ministro de Alimentos y Abastecimiento;
- Ministro de Ferrocarriles;
- Ministro de Comercio e Industria;
- Ministro de Trabajo;
- Ministro de Finanzas;
- Ministro de Justicia;
- Contralor del Estado del Gobernante Supremo.

El Consejo del líder supremo fue el órgano asesor sobre los asuntos estatales más importante, bajo el liderazgo directo del Gobernante Supremo del Estado ruso.
Composición:
- Gobernante Supremo, lidera la presidencia;
- Presidente del Consejo de Ministros, por nombramiento;
- Ministro de Finanzas, por cargo;
- Ministro del Interior, por cargo;
- Secretario de Relaciones Exteriores, por cargo;
- Contralor del Gobernante Supremo y del Consejo de Ministros;
- Asesor del Gobernante Supremo, cualquier persona designada a discreción del líder.

La Reunión Económica del Estado de Emergencia es un órgano consultivo sobre cuestiones económicas en el Consejo de Ministros. Realizó las funciones de representación "industrial-cooperativa". Existió en la composición original hasta el 2 de mayo de 1919.
Composición:
- Presidente de la Reunión Económica de Emergencia Estatal - Sergey Fedosyev;
- Ministro de Finanzas;
- Ministro de Guerra;
- El Ministro de Alimentos y Abastecimiento;
- Ministro de Comercio e Industria;
- El Ministro de Ferrocarriles;
- Contralor del Estado del Gobernante Supremo;
- 3 representantes de bancos privados y cooperativos;

Bandera Del Consejo

- Bandera Del Consejo5 representantes del Consejo Panruso de Congresos de Comercio e Industria;
- 3 representantes del Consejo de Congresos Cooperativos.

La Reunión Económica Estatal es un órgano consultivo especial sobre los principales asuntos económicos dependiente del Consejo de Ministros, establecido el 2 de mayo de 1919 mediante la transformación de la Reunión Económica Estatal Extraordinaria. Desarrolló proyectos para mejorar la política económica, que posteriormente fueron presentados al Gobernador Supremo para su revisión y aprobación.
Composición:
- Presidente de la Reunión Económica del Estado - George Hins;
- ministros
- representantes de bancos privados y cooperativos;
- Representantes del Consejo Panruso de Congresos de Comercio e Industria;
- representantes de asambleas y ayuntamientos de Zemsky;
- representantes de las tropas cosacas.

El Comité del Consejo de Ministros sobre la observancia del orden público en la gestión es el órgano de control y deliberación del Consejo de Ministros, que ha supervisado las funciones de control en el ámbito del cumplimiento de la ley y el orden público.
La Oficina del Líder Supremo es un organismo estatal que desempeña funciones con el fin de asegurar las actividades del Líder Supremo como jefe de Estado en el ejercicio del poder estatal supremo.
- El director de la Oficina del Gobernador Supremo es el general de división Martynov.

## Economía y finanzas
Kolchak tenía las reservas de oro de Rusia en forma de monedas y lingotes de oro, así como joyas, platino, plata y valores, capturados por el Ejército Popular del Comité de Miembros de la Asamblea Constituyente en Kazán en agosto de 1918, y luego transportados a Omsk. Las reservas de oro se estimaron en 650 millones de rublos oro al valor de antes de la guerra. El gobierno de Kolchak gastó 240 millones de rublos oro para el pago de las deudas del zar, y para el suministro de los aliados. Era imposible prescindir de estos suministros, porque en una atmósfera de caos económico durante la Guerra Civil las empresas industriales redujeron la producción varias veces. 

## Política exterior
En política exterior, Kolchak se adhirió firmemente a la orientación sobre los antiguos aliados de Rusia en la Primera Guerra Mundial. Como Gobernante Supremo y sucesor de los gobiernos rusos anteriores a octubre (zarista e interino), en una declaración del 21 de noviembre de 1918 reconoció sus deudas externas y otras obligaciones contractuales (a fines de 1917, la deuda externa de Rusia excedía los 12 mil millones de rublos). 
El principal representante de los gobiernos blancos en el exterior era el exministro de Relaciones Exteriores zarista, un experimentado diplomático Serguéi Sazónov, que se encontraba en París. Todas las embajadas rusas en el exterior, que quedaban del período anterior a la revolución, se sometieron a él, conservando sus aparatos, propiedades y funciones. 
El Estado ruso fue reconocido internacionalmente de iure por un solo país: el Reino de los Serbios, Croatas y Eslovenos. A finales de junio de 1919, el encargado de Negocios del Ministerio de Relaciones Exteriores del Yugoslavia, Jovan Milanković, llegó a Omsk. Vasili Strandman fue nombrado embajador en Belgrado. El nuevo Estado ruso era de hecho reconocido por los países de la Entente y los aquellos que surgieron tras el colapso de los imperios centrales europeos: Checoslovaquia, Finlandia, Polonia, y los países bálticos limítrofes. 
La declaración del Gobierno Panruso del 7 de diciembre de 1918 sobre el final de la Guerra mundial, expresó la esperanza de la participación de Rusia en la Conferencia de Paz de París. El gobierno creó una comisión especial en su Ministerio de Relaciones Exteriores para preparar una conferencia de paz con la esperanza de que Rusia estuviese representada en Versalles como un gran país que sufrió enormes pérdidas, y que durante tres años sostuvo un segundo frente, sin el cual la victoria final de los aliados hubiera resultado imposible. Esto fue asegurado a Rusia, en particular, por el jefe de la misión militar francesa, el general Maurice Janin, hablando a su llegada a Vladivostok en noviembre de 1918. Se asumió que, si antes de la convocatoria de la conferencia, el nuevo gobierno de Rusia no es reconocido legalmente por los aliados, entonces cualquiera de los diplomáticos de la antigua Rusia representará sus intereses de acuerdo con los gobiernos blancos. Sin embargo, la posición de los aliados en este asunto pronto cambió; el argumento decisivo fue la ausencia de un gobierno legalmente reconocido en toda Rusia. 
Como resultado, la conferencia decidió: posponer la consideración de la cuestión de Rusia, su estatus internacional y fronteras hasta el final de la Guerra civil rusa, cuando se estableciera un solo gobierno en todo su territorio, y luego convocar una conferencia internacional especial sobre todas las cuestiones relacionadas con ella. 
En enero de 1919, el presidente estadounidense Woodrow Wilson y el primer ministro británico David Lloyd George lanzaron una iniciativa para convocar una conferencia internacional especial sobre la cuestión rusa en las Islas Príncipe , a la que fueron invitados representantes de ambos bandos opuestos: los bolcheviques y los blancos. El gobierno soviético respondió a esta propuesta. Entre los blancos, sin embargo, la propuesta de los aliados de negociar con los bolcheviques provocó una ola de indignación. Kolchak y Denikin se negaron a enviar a sus representantes a las Islas Príncipe. 

## Militar
- Ejército ruso.
- Ejército Independiente de Orenburg.
- Cuerpo checoslovaco.

### Septiembre - diciembre de 1918
El 28 de septiembre de 1918, el teniente general Vasili Bóldyrev, miembro de la Dirección del Estado Mayor, fue nombrado comandante en jefe de todas las fuerzas armadas terrestres y navales de Rusia y tomó el mando de las unidades armadas rusas combinadas del este de Rusia (el ejército siberiano, las unidades cosacas de Orenburg y Ural, los restos del ejército popular de Komuch y el cuerpo checoslovaco).
Al principio, la unificación de los ejércitos siberiano y popular no condujo al éxito: el nuevo mando no pudo utilizar adecuadamente las capacidades disponibles, y las unidades del Ejército Popular que se quedaron solas continuaron la retirada que comenzó ya en septiembre. El 3 de octubre de 1918 se dejó Syzran, 8 de octubre - Samara.
A principios de octubre, el general Bóldyrev reorganizó el mando de las fuerzas armadas del este de Rusia, distribuyendo todas las tropas subordinadas a él en tres frentes: occidental, suroeste y siberiano. La estructura del Frente Occidental incluía todas las tropas rusas y checoslovacas que operaban contra las tropas soviéticas del Frente Oriental al norte de la línea Nikoláievsk - Buzuluk - Sterlitamak - Verjneuralsk - Kustanay - Pavlodar. El comandante en jefe del Cuerpo de Checoslovaquia, el general de división Jan Syrový, fue nombrado comandante en jefe del frente occidental, y el general Mijaíl Díterijs fue nombrado Jefe de Estado Mayor del Frente. El frente estaba formado por unidades militares rusas, bashkires y checoslovacas en los Urales y en la región del Volga: dos divisiones del Cuerpo Checoslovaco y el grupo de Ekaterimburgo (comandado por Radola Gajda), el grupo Kama (comandado por el teniente general Serguéi Lyúpov), el grupo de Samara (todos los grupos con ejércitos de derechos), (comandante - coronel (más tarde mayor general) Serguéi Wojciechowski); Flotilla fluvial militar Kama (comandante - Contralmirante Mijaíl Smirnov). Las tropas cosacas de Ural y Orenburg, así como las unidades regulares que operaban al sur de esta línea en las direcciones de Sarátov y Taskent, formaron el Frente Suroccidental, dirigido por el atamán del ejército cosaco de Orenburg, el teniente general Aleksandr Dútov.. Todas las tropas antibolcheviques que operaban en el territorio de Siberia pasaron a formar parte del Frente Siberiano, cuyo comandante en jefe fue nombrado comandante del ejército siberiano, el general de división Pável Ivanov-Rinov.
Debido a la transformación del ministerio militar del gobierno provisional de Siberia en el ministerio militar y naval del gobierno provisional de toda Rusia, el 2 de noviembre de 1918, Pável Ivanov-Rinov fue relevado de su cargo de gobernador, pero mantuvo el cargo de comandante del ejército siberiano.
La reorganización de la dirección de las fuerzas armadas antibolcheviques del este de Rusia fue completada por el almirante Aleksandr Kolchak, como comandante supremo. El 18 de diciembre de 1918, ordenó la eliminación de las áreas del cuerpo del ejército siberiano y la formación de distritos militares en su lugar:
- Siberia occidental con sede en Omsk (provincias de Tobolsk, Tomsk y Altái, regiones de Akmola y Semipalátinsk);
- Siberia central con sede en Irkutsk (provincias de Yeniséi e Irkutsk, región de Yakutsk);
- Extremo Oriente con sede en Jabárovsk (regiones de Amur, Primorsk y Trans-Baikal, parte norte de la isla de Sajalín).

Por la misma orden, Kolchak aprobó el Distrito Militar de Orenburg con sede en Orenburg (provincia de Orenburg sin distrito de Cheliábinsk y región de Turgay), que fue formado por orden del círculo militar del ejército cosaco de Orenburg.
En el otoño-invierno de 1918, la situación en el frente favoreció los planes de Kolchak de unir fuerzas antibolcheviques dispares. El 29 de noviembre, el grupo de Ekaterimburgo del Ejército Siberiano, después de haber lanzado una ofensiva decisiva, aplastó por completo al 3.er Ejército del Ejército Rojo , tomó Kungur (21 de diciembre) y Perm (24 de diciembre), donde se llevó enormes trofeos.
Después del establecimiento en diciembre de 1918 del cuartel general del comandante supremo almirante Kolchak, el ejército siberiano se disolvió.
El 24 de diciembre, se formó un nuevo ejército siberiano a partir del Grupo de Fuerzas de Ekaterimburgo (como parte del 1.er Cuerpo de Siberia Media, el 3.er Cuerpo de Siberia Estepa, la División Votkinsk y la Brigada Krasnoufimsky), cuyo mando temporal fue confiado al General Radola Gajda . Para la formación del cuartel general del ejército, se propuso utilizar el cuartel general del antiguo ejército siberiano, que debería ser trasladado de Omsk a Ekaterimburgo lo antes posible. El general Boris Bogoslovsky, Jefe de Estado Mayor del Grupo de Ekaterimburgo, fue designado para ejecutar al Jefe de Estado Mayor del Ejército de Siberia.
El Ejército Occidental, dirigido por el general Mijaíl Janzhín, comandante del 3.er Cuerpo de los Urales, se formó a partir de partes del Grupo de Fuerzas de Samara y Kama, el 3º y el 6º Cuerpo de los Urales. El Jefe de Estado Mayor del Grupo Samara, General Serguéi Schepijin, fue nombrado Jefe del Estado Mayor del Ejército. Sobre la base de las tropas del Frente Suroccidental, se formó el Ejército Separado de Orenburg bajo el mando del general Aleksandr Dútov. Las tropas del Frente Siberiano se reorganizaron en el 2º Cuerpo Separado Estepario Siberiano del General Vladímir Brzezovski, que operaba en la dirección Semiréchenski.

### 1919
En enero-febrero de 1919, el Ejército siberiano reorganizado rechazó la contraofensiva del Ejército Rojo contra Perm.
A principios de marzo, los ejércitos de Siberia y Occidente lanzaron una ofensiva.
El ejército siberiano, avanzando sobre Vyatka y Kazán, tomó en abril Sarapul, Vótkinsk e Izhevsk y entró en los accesos a Kazán. El ejército occidental ocupó Ufá (14 de marzo), Belebey, Birsk, Bugulmá (10 de abril), Buguruslán y se acercó a Samara. El grupo del Ejército del Sur del 4º Cuerpo de Ejército y el Cuerpo de Sterlitamak Consolidado, que estaba atacando Aktobe-Orenburg, que está bajo su subordinación operativa, entró en los suburbios de Orenburg y junto con los cosacos de Orenburg sitiaron la ciudad a finales de abril.
Como resultado de la ofensiva general, todo el Ural fue ocupado y las tropas de Kolchak se acercaron mucho al Volga.
Fue en ese momento cuando se hizo evidente el error de cálculo estratégico del mando del Ejército Blanco: la ofensiva que se desarrollaba en direcciones concéntricas divergentes fue detenida por las tropas del Frente Oriental del Ejército Rojo , y el 28 de abril el Grupo Sur del Frente Oriental. del Ejército Rojo lanzó una contraofensiva contra el Ejército Occidental. La derrotó cerca de Buguruslán y Belebéi y la arrojó al otro lado del Río Blanco. A finales de mayo, las tropas del Ejército Occidental se consolidaron en los grupos Volga, Ural y Ufá. En la batalla por Ufá (del 25 de mayo al 19 de junio), el ejército occidental fue nuevamente derrotado y se retiró a Cheliábinsk.
El ejército siberiano se vio obligado a detener su ofensiva e iniciar una retirada debido a la amenaza en su flanco izquierdo. En junio, debido a la continua retirada del ejército occidental, partes del ejército siberiano se vieron obligados a iniciar una rápida retirada a lo largo de todo el frente y, en julio, se retiraron a los Trans-Urales. Ekaterinburg y Cheliábinsk quedaron.

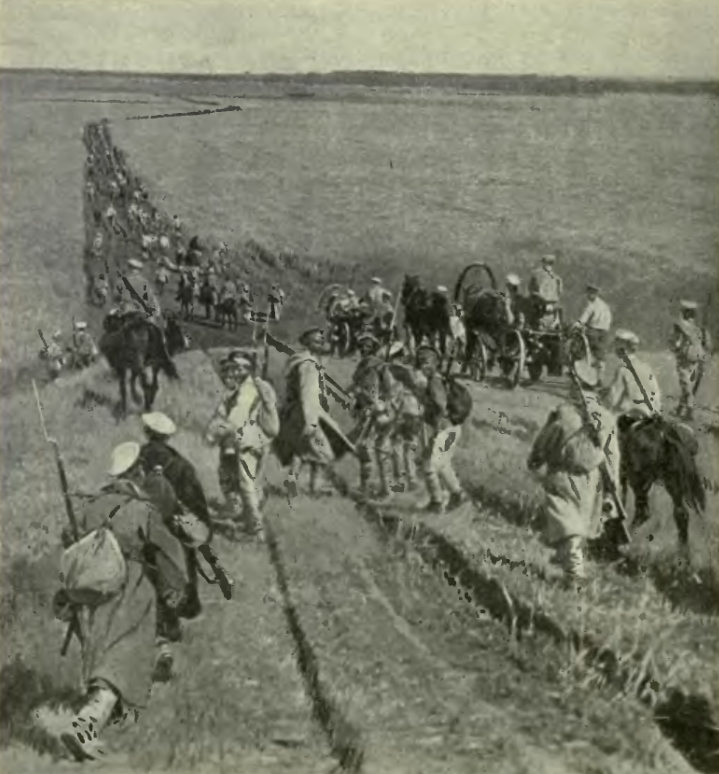
Soldados del Ejército Blanco en camino a Siberia oriental.

El 22 de julio de 1919, el ejército siberiano se dividió en el 1. ° (en la dirección de Tyumén) y el 2. ° (en la dirección de Kurgán) ejércitos siberianos, que junto con el 3. ° ejército (el antiguo ejército occidental) formaron el Frente Oriental bajo la dirección de Kurgán. mando del general Mijaíl Díterijs.
El grupo de ejércitos del sur del ejército occidental no logró tomar Orenburg, y en agosto, después del comienzo de la retirada general de los blancos, también se retiró hacia el este.
El 1. ° y 2. ° ejércitos siberianos participaron con éxito en la operación ofensiva de Tobolsk (agosto-octubre de 1919), pero después del colapso del frente oriental, que tuvo lugar en octubre-noviembre de 1919, sus restos se retiraron a Transbaikalia, donde continuaron luchando contra los bolcheviques hasta noviembre de 1920.

### Relaciones con aliados
Al principio, los gobiernos de Gran Bretaña y Francia creyeron que toda la lucha contra los bolcheviques en Rusia debería llevarse a cabo bajo el liderazgo occidental. El general Maurice Janin , jefe de la misión aliada, que llegó a Omsk vía Vladivostok a finales de 1918, presentó un mandato firmado por Georges Clemenceau y David Lloyd-George., según el cual estaba autorizado para comandar todas las tropas en Siberia, tanto aliadas como rusas. Alexander Kolchak rechazó categóricamente este mandato, diciendo que preferiría rechazar la ayuda exterior por completo en lugar de aceptar tales condiciones. Después de las negociaciones, los gobiernos aliados hicieron concesiones y se llegó a un compromiso: el almirante Kolchak siguió siendo el comandante supremo de las tropas rusas, y Maurice Janin fue designado por orden de Kolchak del 19 de enero de 1919 como el comandante en jefe de las Fuerzas aliadas, es decir, los checos, así como los destacamentos más pequeños de serbios, italianos que llegaron más tarde, rumanos y polacos. Janin, sin embargo, no perdonó a Kolchak por su declive de estatus. La misión militar británica bajo Kolchak estaba encabezada por el general Alfred Knox., que era responsable de abastecer al ejército de Kolchak. Él, a diferencia de Janin, era leal a Kolchak y mostraba una actitud amistosa. 
Las unidades de las fuerzas aliadas estaban ubicadas en la retaguardia. En el frente, durante un corto período de tiempo, solo hubo un pequeño destacamento francés y una brigada inglesa, en la que la base fue reclutada principalmente entre los rusos. Las tropas japonesas y estadounidenses estacionadas en el Lejano Oriente no se sometieron a Janin. Los japoneses mantuvieron en el territorio desde el Océano Pacífico hasta Transbaikalia un cuerpo de 40 mil (originalmente incluso hasta 70 mil militares), los estadounidenses, solo una brigada de 7 mil. 
La ayuda principal de los aliados británicos y franceses se redujo a suministrar armas y uniformes a los ejércitos de Kolchak y Denikin. El Cuerpo Checoslovaco, a pesar de los esfuerzos de los representantes aliados, no pudo regresar al frente. Después de la derrota de Alemania y Austria-Hungría en la guerra, buscaron regresar a casa, no queriendo luchar en un país extranjero por objetivos que no entendían, especialmente después del golpe de Kolchak en Omsk, que los checos no apoyaron categóricamente. Con toda la ostentosa "amabilidad", la relación entre los rusos y los checos se volvió cada vez más tensa. Lo único que los checos acordaron bajo la presión de los representantes de la Entente fue llevar en la retaguardia guardias de seguridad del Ferrocarril Transiberiano deNovonikolayevsk a Irkutsk . 
En cuanto a Estados Unidos y Japón, se limitaron principalmente a mantener relaciones políticas con Kolchak y al papel de observadores "amistosos" en el Lejano Oriente, esperando el desarrollo de la situación, persiguiendo sus intereses económicos y compitiendo entre ellos por la influencia predominante. en la región. Al mismo tiempo, el comando estadounidense no estaba dispuesto a intervenir activamente en los asuntos rusos, e incluso era esencialmente hostil al régimen de Kolchak debido a su naturaleza "antidemocrática" y al terror blanco. Sin embargo, los japoneses no solo intervinieron, sino que también buscaron activamente someter al Lejano Oriente a su influencia. En el Lejano Oriente, debido a su lejanía, el pequeño número de tropas rusas y la presencia de tropas extranjeras, el poder del gobierno panruso era casi nominal.

## Reconocimiento legal internacional
El Estado ruso fue reconocido por el Reino de los serbios, croatas y eslovenos (futura Yugoslavia). El 19 de mayo de 1919, el Primer Ministro del Reino Stojan Protić emitió una nota oficial en la que informaba al Gobierno Panruso de que el Reino lo reconocía como la autoridad rusa legítima. Rusia también reconoció este Reino. En Omsk, Jovan Milanković fue nombrado abogado a cargo del Reino, y los intereses del gobierno provisional panruso en Belgrado fueron representados en 1919 por Vasili Shtrandtman.